# Kyuukyuu Sentai GoGo-V
Kyuukyuu Sentai GoGo-V (救急戦隊ゴーゴーファイブ, Kyūkyū Sentai GōGō Faibu, vertaald als Rescue Squadron Go Go-V) is de 23e Sentaiserie geproduceerd door Toei. De serie werd in 1999 uitgezonden en bestond uit 50 afleveringen. De serie diende ook als basis voor de Amerikaanse serie Power Rangers: Lightspeed Rescue.

## Verhaallijn
In 1989 ontdekt Dr. Tatsumi dat over precies 10 jaar een unieke stand van de planeten zal plaatsvinden genaamd de Grand Cross, waarbij alle planeten in een kruisvorm om de Aarde heen staan. Hij ontdekt echter ook dat een groep demonen genaamd de Saima Clan deze gebeurtenis zal aangrijpen om de Aarde binnen te vallen. Omdat niemand hem gelooft, verlaat hij zijn familie en trekt hij zich terug om zich voor te bereiden op de Saima invasie.
In 1999 hebben zijn vijf kinderen allemaal banen in de reddingsbusiness. Wanneer de Saima aan hun invasie beginnen worden de vijf opgehaald door een man die later hun vermiste vader Dr. Tasumi blijkt te zijn. Hij heeft in de 10 jaar van afwezigheid een onderzeebasis en geavanceerde wapens gebouwd om de Saima Clan te bevechten. Hij geeft zijn vijf kinderen speciale vechtpakken waarmee ze kunnen veranderen in de GoGo-V. Hoewel ze er eerst weinig voor voelen om samen te werken met een vader die ze nauwelijks kennen, gaan ze uiteindelijk akkoord.

## Karakters

### GoGo-V
De GoGoV zijn vier broers en een zus, allemaal met banen in de reddingsbusiness.
Matoi Tatsumi (巽纏, Tatsumi Matoi) / GoRed (ゴーレッド, Gōreddo): de oudste van de vijf en de leider van GoGoV. Hij werkt een speciale afdeling van de brandweer. Hij neemt zijn taak als leider en oudste broer zeer serieus en doet alles volgens het boekje. Dit leidt vaak tot confrontaties tussen hem en Shou.
Nagare Tatsumi (巽流水, Tatsumi Nagare) / GoBlue (ゴーブルー, Gōburū): de op een na oudste. Hij werkt eveneens bij de brandweer, bij de afdeling chemische branden. Hij let altijd op zijn jongere broer Daimon, hoewel die meestal toch niet naar hem luistert. Dit leidde toen ze nog kinderen waren en ook nu nog vaak tot situaties waarin Daimon gewond raakt omdat hij Nagare’s advies niet opvolgt, en Nagare er de schuld van krijgt omdat hij beter op had moeten letten. Nagare is meestal de serieuze van de groep.
Shou Tatsumi (巽鐘, Tatsumi Shō) / GoGreen (ゴーグリーン, Gōgurīn): Shou is helikopterpiloot bij de brandweer. Dit was altijd al zijn droom. Hij dreigde zelfs even uit het GoGoV team te stappen omdat hij liever als piloot werkte. Dit leidde dan ook tot een grote confrontatie tussen hem en Matoi. Van de vijf is hij wel het kwaadst op hun vader vanwege het feit dat hij 10 jaar niets van zich heeft laten horen. Hij trekt ook vaak Matoi’s kwaliteiten als leider in twijfel, wat geregeld tot conflicten tussen de twee leidt.
Daimon Tatsumi (巽大門, Tatsumi Daimon) / GoYellow (ゴーイエロー, Gōierō): Daimon is de jongste zoon van de Tatsumi familie en officier bij de politie. Hij is het heethoofd van de groep die vaak zonder na te denken overgaat tot actie. Hij is totaal geen teamspeler en probeert altijd alles zelf te doen. Hij leert dan ook op de harde manier dat ze als team sterker zijn dan alleen. Daimon is tevens de grappenmaker van het team. Verder is hij geobsedeerd door melk.
Matsuri Tatsumi (巽祭, Tatsumi Matsuri) / GoPink (ゴーピンク, Gōpinku): de jongste van de Tatsumi familie en de enige dochter van Dr. Tatsumi. Ze werkt bij het National Seaside ziekenhuis. Ondanks dat ze de jongste is, is ze wel de slimste van de vijf. Soms is zij degene die de boel weer op orde brengt in het huishouden als haar broers onderling ruzie hebben.

### Hulp
Professor Mondo Tatsumi (巽世界博士, Tatsumi Mondo-hakase): de vader van de GoGoV en de uitvinder van al hun wapens en machines. Hij voorspelde al in 1989 wat er ging gebeuren, maar niemand geloofde hem. Hij trok zich daarom terug om de geheime onderzeebasis BayArea55 te bouwen en voorbereidingen te treffen voor de invasie van de Saima. In het begin is hij niet erg geliefd bij zijn kinderen. Vooral omdat zij dachten dat hun vader al 10 jaar dood was, en er nu dus achter komen dat hij gewoon 10 jaar niets van zich heeft laten horen. Eenmaal probeerde hij te bewijzen dat hij wel degelijk om hen gaf door hen met een prototype van de GoGo-V pakken te hulp te komen.
- DemonHunter Sieg (GoGoV film): Sieg is de laatste van een volk dat kort geleden een oorlog heeft gevoerd tegen de Juuma, een ras van demonen gelijk aan de Saima. Zijn volk was uitgeroeid door de Juuma leider Golmois. Om wraak te nemen volgde Sieg Golmois naar de Aarde. Hij ontmoet daar de GoGoV. Sieg wordt uiteindelijk gedood door Golmois, maar hij geeft de steen met daarin de DemonHunter krachten door aan Kyoko.

- Kyoko Hayase (速瀬京子, Hayase Kyoko, Sieg-Jeanne): een shuttle piloot en Shou’s commandant bij de brandweer. Zij wil aanvankelijk ook bij het GoGoV team, maar aangezien Dr. Tatsumi maar vijf pakken heeft ontworpen gaat dat niet. In de GoGoV film krijgt ze tijdelijk de krachten van de DemonHunter wanneer een stervende Sieg deze aan haar doorgeeft. Ze verbruikt al haar energie om de Victory Robo een powerup te geven om Golmois te verslaan.

- Ritsuko Tatsumi (Tatsumi Ritsuko): de moeder van de GoGoV. In 1992 ging ze op zoek naar haar vermiste man, maar het vliegtuig waar ze in zat stortte neer. Ze overleefde dit, maar tot aan 1999 lag ze in een ziekenhuis in coma. Ze verschijnt in aflevering 49. Het waren vaak haar woorden die de GoGo-V op de been hielden.

- Seijuu Sentai Gingaman

- Mirai Sentai Timeranger

### Saima Clan
De Saima Family (災魔一族, Saima Ichizoku, ook wel Saima Clan genoemd) is een familie demonen uit een andere dimensie. Hoofd van de familie is de heks Grandiene. Haar vier kinderen werden van haar gescheiden als baby’s en belandden op Aarde, maar overleefden door bij elkaar te blijven. Wanneer de dag van de Grand Cross nadert, waarbij Grandiene eindelijk naar de Aarde kan komen, beginnen ze met hun invasie.
- Grand Witch Grandiene (11-12, 25-50): de moeder van de Saima Clan. Ze zit in het begin nog opgesloten in een andere dimensie, maar kan op de dag van de Grand Cross naar de Aarde komen. Ter voorbereiding beveelt ze haar kinderen de Aarde alvast te veranderen in een duistere plek van chaos. De GoGo-V onderbreken de ceremonie van de Grand Cross echter, waardoor Grandiene slechts half op Aarde belandde. Nadat Salamandes sterft, gebruikt ze de negatieve energie verzameld door haar kinderen om geheel naar de Aarde te komen. Het blijkt hierna al snel dat ze helemaal niks gaf om haar kinderen. Ze gebruikte hen alleen maar om zelf op de Aarde te komen. Haar lichaam wordt vernietigd door de Max Victory Robo, maar haar geest brengt Zylpheeza en Salamandes weer tot leven en neemt bezit van hun lichamen. Ze wordt voorgoed gestopt nadat de nieuwe Max Victory Robo Sigma Project Zylpheeza en Salamandes vernietigd.

- Darkness King Gill (GoGo-V vs. GingaMan): in de team-up special ontdekken de GoGo-V dat Grandiene nog een vijfde kind had, geboren voor Zylpheeza. Hij komt naar de Aarde met het plan een enorm monster op te roepen door het bloed van mensen te gebruiken. Hij wordt dodelijk verwond door GoRed en GingaRed, maar gebruikt zijn eigen bloed om het ritueel te voltooien.

- Dark-Lord Zylpheeza (2-22, 47- 50): Grandiene’s tweede kind (hoewel lange tijd wordt gedacht dat hij de oudste is) en de demon van het element lucht. Hij leidt de Saima clan tot de dag van hun moeders terugkomst. Hij sterft in een gevecht met de GoGoV, maar wordt later weer tot leven gebracht ten koste van Denus’ leven. Hij leert kort hierop de waarheid over zijn moeder wanneer ze Cobolda opoffert in een poging de GoGoV te verslaan. Hij keert zich tegen haar en helpt GoRed haar te stoppen. Hierbij sterft hij zelf opnieuw. Hij wordt nog eenmaal tot leven gebracht door Grandiene, maar bezeten door haar geest. In deze vorm vecht hij samen met de eveneens overgenomen Salamandes tegen de GoGoV, en wordt voorgoed vernietigd.

- Beast Baron Cobolda (2-48): Grandiene’s derde kind en de demon van het element grond. Hij kijkt vooral op naar Zylpheeza. In aflevering 48 wordt hij door Grandiene gestuurd om de GoGoV te bevechten, en komt in dit gevecht om.

- Evil Specter Princess Denus (2-47): Grandiene’s enige dochter en de demon van het element water. Ze gebruikt in aflevering 47 een spin om Matoi’s levenskracht af te tappen in de hoop hiermee Zylpheeza weer tot leven te kunnen brengen. Wanneer de andere GoGo-V ingrijpen plaatst ze de spin op zichzelf om het ritueel te voltooien. Haar plan werkt, maar ze komt hierbij zelf om.

- Drop (2-22)/Dragon Prince Salamandes (26-43, 49-50): de jongste van Grandiene’s kinderen en de demon van het element vuur. In het begin is hij nog een baby. Nadat Zylpheeza sterft, gebruikt Drop de energie die van Zylpheeza overging op hem om te transformeren in zijn volwassen vorm Salamandes. Na meerdere mislukte pogingen de GoGo-V te verslaan keren de anderen zich tegen hem, met uitzondering van Pierre. In een poging het vertrouwen van zijn moeder, broer en zus terug te winnen lokt hij de GoGo-V naar de Saima Hel. Grandiene sluit echter de toegangspoort zodat Salamandes ook opgesloten zit. De GoGo-V zijn in staat te ontsnappen. Met hulp van Pierre dood Salamandes een aantal van de monsters uit de Saima Hel en adsorbeert hun kracht zodat hij verandert in Ghost King Salamandes en ook kan ontsnappen. In deze vorm vecht hij tegen de GoGo-V die hem maar net kunnen verslaan. In de finale is Pierre in staat Grandiene te overtuigen om Salamandes weer tot leven te brengen. Ze doet dit ook, maar neemt zijn lichaam over waardoor hij verandert in een nieuwe vorm genaamd de Salamandes Dragon. In deze vorm wordt hij voorgoed vernietigd door de GoGo-V met de Max Victory Robo Sigma Project.

- Spell-Master Pierre: een dienaar van de Saima familie en de enige die altijd loyaal bleef aan Salamandes. Pierre is een magiër die de meeste van de Saima monsters creëert. Hij lijkt aanvankelijk om te komen wanneer de energie terugslag van het zwaard van de Max Victory Robo Sigma Project hem tegen een muur werpt, maar in de special TimeRanger vs. GoGo-V, blijkt dat hij dit heeft overleefd. Hij helpt in deze special Don Dolnero in zijn gevecht met de TimeRangers, maar komt om in het gevecht wanneer de GoGo-V opduiken om de TimeRangers mee te helpen.

- Spirit-Familars Imps: de soldaten van de Saima Clan.

### Andere Vijanden
- Beast Demon King Golmois (GoGo-V film): de leider van de Juuma, een ras van demonen gelijk aan de Saima clan uit een andere melkweg. Hij is sterk genoeg om Grandiene’s rivaal te zijn. Zijn stam is uitgeroeid door de BeastDemon Hunters, maar hij vermoordde op zijn beurt alle Hunters behalve Sieg. Hij verliest hierbij zijn zwaard dat op Aarde landt. Hij wordt op Aarde gevangen door de Saima, maar sluit een deal met hen. Nadat hij zijn zwaard terug heeft groeit hij uit naar zijn ware, reusachtige vorm. Hij wordt vernietigd door de Victory Robo gecombineerd met de DemonHunter energie.

## Mecha
- 99 Machines/Victory Robo: de 99 Machines zijn de primaire mecha van de GoGo-V. Ze kunnen combineren tot de Victory Robo, gewapend met een zwaard. De Victory Robo werd in de finale vernietigd door Zylpheeza en Salamandes Dragon. Desondanks verscheen hij toch weer in de special “Timeranger vs GoGo-V”, toen de Timerangers hun mogelijkheid tot tijdreizen gebruikten om de Victory Robo uit het verleden naar het jaar 2000 te halen.
  - RedLadder: gebaseerd op een brandweer ladderwagen.
  - BlueThrower: gebaseerd op een bluswagen
  - GreenHover: een enorme hovercraft.
  - YellowArmor: een enorme pantserwagen.
  - PinkAider: gebaseerd op een ambulance.

- GoLiner/GrandLiner: vijf enorme treinwagons, oorspronkelijk gemaakt om de 99 Machines te transporteren. De GoLiners worden later gemoderniseerd zodat ze zelf ook kunnen veranderen in een robot, de GrandLiner. De Grandliner is groter dan de andere robots en is de enige Mecha waarmee de GoGo-V de speciale Golem Saima Beasts kunnen verslaan. De Grandliner werd vernietigd door Zylpheeza en de Salamandes Dragon.

- Max Shuttle/LinerBoy: een derde robot gemaakt door Mondo Tatsumi. De LinerBoy kan automatisch vechten, ook zonder piloot. Hoewel ook LinerBoy werd vernietigd door Zylpheeza en Salamandes Dragon overleefde zijn kunstmatige intelligentie unit de vernietiging.

- Max Victory Robo: de combinatie van “Max Shuttle” en “Victory Robo”. Max Victory Robo kan vliegen en is gewapend met lasers. Max Victory Robo is bedekt met zonnepanelen waarmee hij energie van de zon of van vijandige aanvallen kan absorberen om hiermee vervolgens zijn Nova kanonnen op te laden.

- Mars Machines/VictoryMars: een derde set van vijf mecha, gebaseerd op ruimteschepen. De vijf kunnen combineren tot de “Beetle Mars”, een vierbenige Mecha met een kanon bovenop, of in de robot VictroyMars. VictoryMars is gewapend met een lans. De Mars Machines gebruiken technologie die afwijkt van de andere mecha en zijn de enige mecha die ook zonder zonne-energie kunnen functioneren. In de Team-up special krijgt Victory Mars tijdelijk het Lights of Ginga pantser van de Gingaman. Victory Mars werd vernietigd door Zylpheeza en Salamandes Dragon.

- Max Victory Robo Sigma Project: een zwart gekleurde versie van de Max Victory Robo gewapend met een zwaard. Deze robot gebruikt mentale energie als krachtbron en is daarmee sterker dan alle andere robots. Hij wordt voor het eerst gebruikt in de laatste aflevering om de door Grandiene bezette Zylpheeza en Salamandes Dragon te verslaan.

## Afleveringen
1. Rescue Soldiers! Rise Up (救急戦士!起つ（たつ） Kyūkyū Senshi! Tatsu)
2. Tornado Calamity Demon Clan! (竜巻く災魔一族! Tatsumakiku Saima Ichizoku!)
3. Explosive Sibling Love (爆破された兄弟愛（きずな） Bakuhasareta Kizuna)
4. Flower Petals in Abnormal Weather (花びらに異常気象 Hanabira ni Ijōkishō)
5. Time to Become a Hero (ヒーローになる時 Hīrō ni Naru Toki)
6. The Mold Cometh! (カビが来る! Kabi ga Kuru!)
7. The Beautiful Calamity Demon Trap (美しき災魔のワナ Utsukushiki Saima no Wana)
8. Rescue Squadron Activity Suspended (救急戦隊活動停止 Kyūkyū Sentai Katsudō Teishi)
9. Stolen Abilities! (盗まれた能力（ちから）! Nusumareta Nō Chikara!)
10. Proud Yellow (誇りのイエロー Hokori no Ierō)
11. The Two Red-Hot Calamity Demon Beasts (灼熱の2大災魔獣 Shakunetsu no Nidai Saimajū)
12. The Do-or-Die Spirit of the New Coupling Fusion (決死の新連結合体 Kesshi no Shin Renketsu Gattai)
13. The Younger Brothers' Rebellion (弟たちの反乱 Otōtotachi no Hanran)
14. The Dreadful Virus (恐怖のウイルス Kyōfu no Uirusu)
15. Child Demon Drop's Sortie (童鬼ドロップ出撃 Warabe Oni Doroppu Shutsugeki)
16. The Thief With Calamity Demon Eggs (泥棒とサイマの卵 Dorobō to Saima no Tamago)
17. Matoi's Bridal Candidate (マトイの花嫁候補 Matoi no Hanayome Kōho)
18. The Counterattacking V-Lancers (逆襲のVランサー Gyakushū no Bui Ransā)
19. A Total Defeat (完全なる敗北 Kanzen Haiboku)
20. Undying Rescue Spirits (不滅の救急（レスキュー）魂 Fumetsu no Resukyū Tamashii)
21. The New 6th Solider! (6番目の新戦士! Rokubanme no Shin Senshi!)
22. The Dark King's Last Decisive Battle! (冥王、最後の決戦 Meiō, Saigo no Kessen)
23. The Phantom Rescue Mission (幽霊救出作戦 Yūrei Kyūshutsu Sakusen)
24. Little Child Rescue Soldiers (ちびっ子救急戦士 Chibikko Kyūkyū Senshi)
25. The Great Witch's Hour of Descent (大魔女降臨の時 Dai Majo Kōrin no Toki)
26. The Fiery Dragon Prince is Born (炎の龍皇子誕生 Honō no Ryū Ōji Tanjō)
27. Yellow Leaves the Front (イエロー戦線離脱 Ierō Sensen Ridatsu)
28. The Kidnapped Boy! (奪われたボーイ! Ubawareta Bōi!)
29. The Uneasy Starry Sky (胸騒ぎの星空 Munasawagi no Hoshizora)
30. Escape! The Planet of Darkness (脱出! 暗黒惑星 Dasshutsu! Ankoku Wakusei)
31. Cut Down the Calamity Demon Space (切り裂け災魔空間 Kirisake Saima Kūkan)
32. Wedding Bells (ウェディングベル Wedingu Beru)
33. An Innocent Calamity Demon Warrior (ウブな災魔の戦士 Ubu na Saima no Senshi)
34. Death, Else Destruction (死さもなくば破滅 Shi Samonakuba Hametsu)
35. The Black Snake's Trap (黒い蛇のトラップ Kuroi Hebi no Torappu)
36. Mysteries! The Falling Tornado (奥義!竜巻落とし Okugi! Tatsumaki Otoshi)
37. The Beauty is a Calamity Demon Beast!? (美女がサイマ獣!? Bijo ga Saimajū!?)
38. The Infinity Chain, Grandchildren, and Persimmons (無限連鎖と孫と柿 Mugen Rensa to Mago to Kaki)
39. Break the Infinity Chain! (無限連鎖を断て! Mugen Rensa o Tate!)
40. 0 Seconds Before Base Destruction (基地壊滅0秒前 Kichi Kaimetsu Zerobyōsen)
41. Matoi is a Beaten Man (マトイが負けた男 Matoi ga Maketa Otoko)
42. The Hellish Calamity Beast Army (地獄の災魔獣軍団 Jigoku no Saimajū Gundan)
43. The Terrible Calamity Demon Tree (戦慄の災魔ツリー Senritsu no Saima Tsurī)
44. Rescue File 99 (救急ファイル99 Kyūkyū Fairu Kyūjūkyū)
45. The Year's First Dream is a Calamity Demon Melody (初夢は災魔の旋律 Hatsuyume wa Saima no Senritsu)
46. The Flame-Throwing Firefighter Robo (火を吹く消防ロボ Honō o Fuku Shōbō Robo)
47. The Dark King! The Compensation of Revival (冥王! 復活の代償 Meiō! Fukkatsu no Daishō)
48. Showdown in the Calamity Demon Palace (決戦は災魔宮殿 Kessen wa Saima Kyūden)
49. Awakening! Two Destructive Gods (覚醒! 二大破壊神 Kakusei! Nidai Hakai Kami)
50. Burning Rescue Spirits (燃える救急（レスキュー）魂 Moeru Resukyū Tamashii)

### Specials
- Kyukyu GoGo-V the Movie: Sudden Shock! A New Warrior
- Kyukyu GoGo-V Super Video: The Rescue Spirit Five Doctrines
- Kyukyu Sentai GoGo-V vs. Gingaman
- Mirai Sentai Timeranger vs. GoGo-V